# Niccolò Gattilusio
Niccolò Gattilusio (zm. 1462) – ostatni szósty genueński władca Lesbos od 1458 do 1462 roku. 

## Życiorys
Był synem Dorina I Gattilusio i bratem Dominika Gattilusio. Do 1459 roku Imbros, Tenedos, Lemnos i miasto Enos znalazły się w rękach tureckich. Lesbos niepewnie przetrwało do 1462 roku, kiedy Niccolò zmuszony był odstąpić swoje ziemie Turkom i sam z kolei został uduszony. 